# Arbeitsgericht Kiel

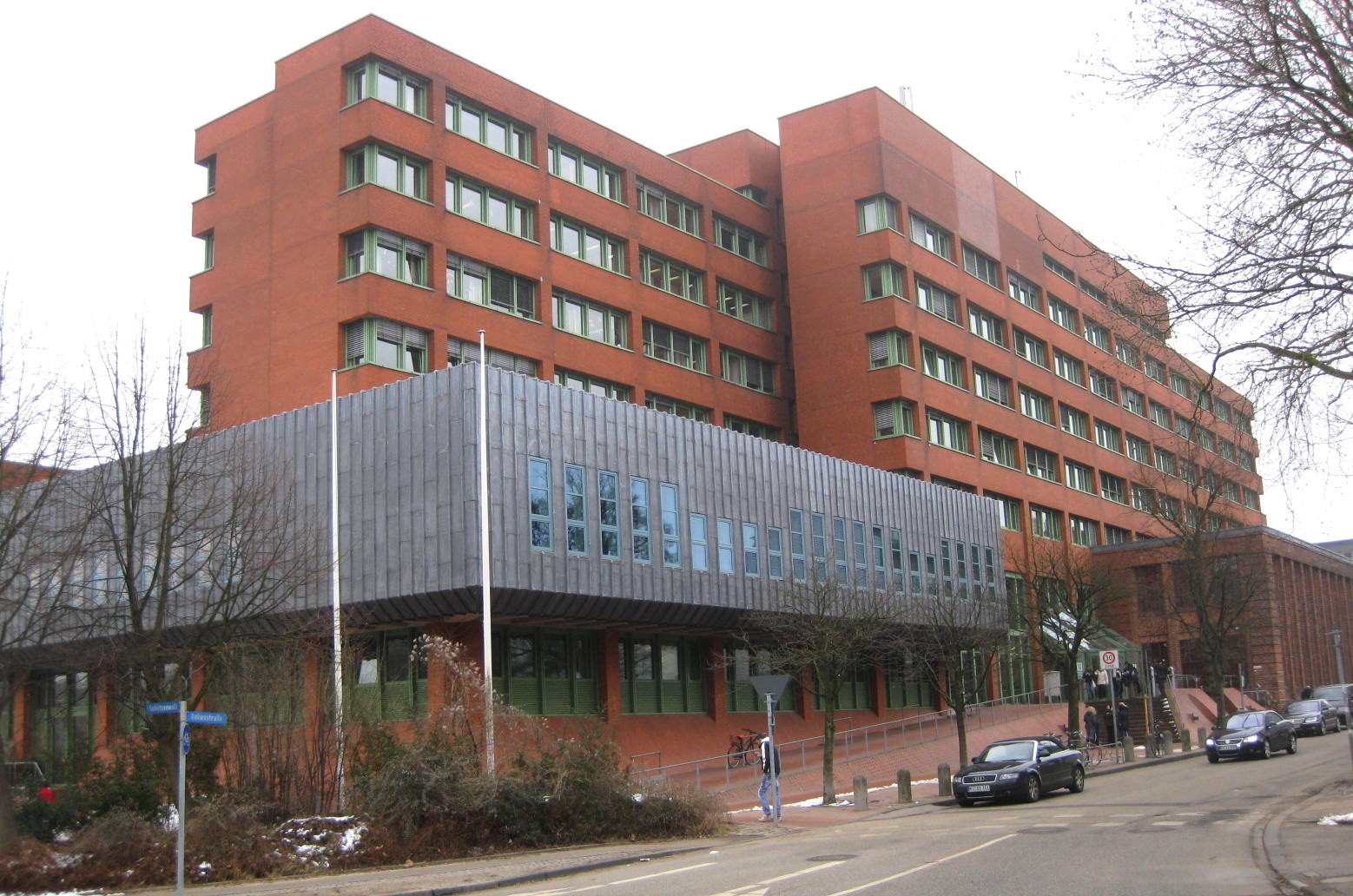
Das Arbeitsgericht hat seinen Sitz im Gerichtshaus Kiel

Das Arbeitsgericht Kiel ist ein Gericht der deutschen Arbeitsgerichtsbarkeit in Schleswig-Holstein.

## Gerichtssitz und -bezirk
Das Gericht hat seinen Sitz in der Landeshauptstadt Kiel.
Der Gerichtsbezirk umfasst die Stadt Kiel sowie die Kreise Rendsburg-Eckernförde und Plön. Er ist ungefähr 3390 km2 groß. In ihm leben etwa 648.000 Einwohner.
Schleswig-Holsteins Justizministerin Kerstin von der Decken plante im Herbst 2024, Teile der Fachgerichtsbarkeit an einem Ort zu konzentrieren. Alle Arbeits- und Sozialgerichte in der Fläche würden dazu geschlossen und an einem noch zu bestimmenden Standort zusammengezogen. Es gäbe bei den Gerichtsgebäuden einen erheblichen Sanierungsstau, zudem sei es schwierig, die Organisationseinheiten personell aufrechtzuerhalten.

## Gerichtsgebäude
Das Arbeitsgericht Kiel hat seinen Sitz im Gerichtshaus in der Deliusstraße 22. In demselben Gebäude sind auch das Landesarbeitsgericht Schleswig-Holstein und das Amtsgericht Kiel untergebracht.

## Leitung
Direktor des Gerichtes ist Malte Kriebitzsch.

## Übergeordnete Gerichte
Dem Arbeitsgericht ist das Landesarbeitsgericht Schleswig-Holstein übergeordnet. Im weiteren Rechtszug übergeordnet ist das Bundesarbeitsgericht in Erfurt, dessen Sitz bis 1999 Kassel war.

## Geschichte
Gemäß Arbeitsgerichtsgesetz vom 23. Dezember 1926 wurden in Deutschland Arbeitsgerichte gebildet. Diese waren nur in der ersten Instanz organisatorisch selbstständige Gerichte, die Landesarbeitsgerichte waren den Landgerichten zugeordnet. Am Landgericht Kiel entstand so 1927 das Landesarbeitsgericht Kiel als eines von drei Landesarbeitsgerichten im Bezirk des Oberlandesgerichts Kiel. In Kiel entstand das Arbeitsgericht Kiel. Sein Sprengel umfasste die Bezirke der Amtsgerichte Bordesholm, Eckernförde, Gettorf, Kiel, Lütjenburg, Plön, Preetz und Schönberg (Holstein). Es bestand jeweils eine Kammer für Arbeiter, für Angestellte und für Handwerk.
Nach der Besetzung Deutschlands durch die Alliierten wurden 1945 zunächst alle Gerichte geschlossen. Die ordentlichen Gerichte wurden schon bald wieder eröffnet, während die Arbeitsgerichte zunächst nicht wieder eingerichtet wurden, so dass arbeitsgerichtliche Streitigkeiten von den ordentlichen Gerichten erledigt werden mussten. Gemäß Kontrollratsgesetz 21 sollten in Deutschland Arbeitsgerichte aufgebaut werden. Bei den Beratungen über die Umsetzung wurde als Maßstab gewählt, dass die Bezirke der Arbeitsgerichte denen der Arbeitsämter entsprechen sollten. Danach wurde das Arbeitsgericht Kiel neu gebildet.

## Richter
- Willy Moritz Vorsitzender des Arbeitsgerichts